# Doronicum carpetanum subsp. pubescens
Doronicum carpetanum subsp. pubescens é uma subespécie de planta com flor pertencente à família Asteraceae. 
A autoridade científica da subespécie é (Pérez Morales, Penas, Llamas & Acedo) Aizpuru, tendo sido publicada em Munibe 50: 11. 1998.

## Portugal
Trata-se de uma subespécie presente no território português, nomeadamente em Portugal Continental.
Em termos de naturalidade é endémica da Península Ibérica.

## Protecção
Não se encontra protegida por legislação portuguesa ou da Comunidade Europeia.